# Ilmarinen
Ilmarinen (od ilma – powietrze, pogoda) – w mitologii fińskiej wiekowieczny kowal, brat Väinämöinena. Jego najważniejszymi dziełami były magiczny młynek Sampo i sklepienie niebieskie. Ilmarinen jest jedną z głównych postaci Kalevali. 
Według Kalevali po licznych perypetiach Ilmarien zdobywa sobie żonę w krainie Pohjoli. Gdy żona umiera (przez mściwego parobka Kullervo), Ilmarinen wykuwa ze złota jej posąg. Nie jest jednak w stanie go ożywić, więc udaje się do  Väinämöinena, któremu nie podoba się ten pomysł, więc zakazuje ludziom czcić posągi ze złota.
Nazwę „Ilmarinen” nosił fiński pancernik przybrzeżny z okresu II wojny światowej.